# 1502 en arts plastiques
| Années des arts plastiques : 1499 - 1500 - 1501 - 1502 - 1503 - 1504 - 1505    |
| Décennies des arts plastiques : 1470 - 1480 - 1490 - 1500 - 1510 - 1520 - 1530 |

Cette page concerne l'année 1502 en arts plastiques.

## Œuvres
- 1501-1502 : Le Chariot de foin, huile sur panneau de Jérôme Bosch
- 1502 : le retable de Melk de Jörg Breu l'Ancien
- vers 1502-1508 : Le Baptême du Christ, huile sur panneau de Gérard David

## Naissances
- 14 août : Pieter Coecke van Aelst, peintre flamand († 6 décembre 1550),
- ? :
  - Pier Francesco Foschi, peintre maniériste italien († 1567),
  - Francesco Menzocchi, peintre maniériste italien († 1574),
  - Narziß Renner, peintre enlumineur allemand († 1536),
  - Luis de Vargas, peintre espagnol († 1568),
- Date précise inconnue :
- Barthel Beham, peintre et graveur allemand († 1540),
- Vers 1502 :
  - Giacomo Bertucci, peintre italien († 1579),
  - Pierre Quesnel, peintre et dessinateur français († après 1574).

## Décès
- Heinrich Aldegrever, peintre et graveur allemand († entre 1555 et 1561).